# Distretto di Haveri
Il distretto di Haveri è un distretto del Karnataka, in India, di 1 437 860 abitanti. È situato nella divisione di Belgaum e il suo capoluogo è Haveri.